# Hatvany Viktória
Hatvany Viktória (Berettyóújfalu, 1975. október 19. –) autodidakta festőművész, illusztrátor, mesekönyvíró, rajztanár.

## Életút

### Korai évek
Családjával az 1970-es évek végén költöztek Orosházára, ahol gyermekkorát töltötte. Tehetsége már gyermekként megmutatkozott, az 1980-as években az akkori Orosháza vezetése és nagyvállalatai által indított helyi és környékbeli rajzversenyeken sorra érte el sikereit. Az általános iskola után felvételizett a budapesti Képző- és Iparművészeti Szakgimnázium és Kollégiumba. Sikeres felvételi után, kollégiumi férőhely hiányra hivatkozással nem tudta megkezdeni festőtanulmányait.
Festőiskola helyett szülei tanácsára gimnáziumot végzett. Ezután Szegedre került, a József Attila Tudományegyetem Állam- és Jogtudományi Karán végzett 2001-ben, munkaügyi kapcsolatok szakon. Diplomamunkája címe: "A motiváció mint a vállalati problémamegoldás egyik lehetséges útja". A szegedi évei alatt is a festészet folyamatosan jelen van életében.

### Út a Louvre-ig
2005-ös év fordulópont az életében. Ebben az évben először érezte úgy, hogy elegendő és megfelelő színvonalú alkotást hozott lére ahhoz, hogy a nagyközönség elé léphessen, először saját készítésű honlapján, online mutatkozott be a nagyvilágnak. Ezt követően több galéria is megkereste ajánlatával. Az online megjelenés után megnyílt számára a művészvilág, számos lehetőséget kapott egyéni és csoportos kiállításra is. Az internetes galériák szerződéses ajánlatai közül elsőként az Art-Area Galéria mellett döntött. Korai képei nagyrészt magántulajdonban vannak, de online láthatóak még a galéria akkori honlapján.
2009-ben a budapesti Opera Galéria kurátora, Szőnyi Tibor kereste meg a tokyo -i művésznegyedben, az Y-Trip Art Gallery-ben való csoportos kiállítás lehetőségével. Képei így a japán-magyar külkapcsolatok 140 éves évfordulójából rendezett kulturális programsorozat részeként kerültek bemutatásra a japán közönség számára. A kiállítás "Hungarian Spirit" elnevezéssel futott. Az eseményen a nyitóbeszédet az akkori magyar nagykövet mondta. Képe többször szerepelt a japán televízió híradásaiban. Újságcikkek adtak hírt az eseményről. Az esemény hivatalos katalógust jelentetett meg.
Egyike azoknak a kevés magyar festőnek, akik a párizsi Louvre-ban, a Carrousel du Louvre-ban mutathatta be képeit a nemzetközi publikumnak. Ez a nemzetközi bemutatkozás meghozta számára a várva várt nemzetközi, illetve a hazai sikert is 2016-ban. Az eseményről a hazai média is beszámolt. Kulturális rádióműsorok, talkshow-k hívják vendégül, online és nyomtatott sajtó ír munkáiról.
2011-től több külföldi és hazai galéria is megkereste. 2011-ben több tucatnyi képét adta el külföldre a svájci Artecorum Galéria. Ettől az évtől az akkori gyöngyösi Színyei Galéria is foglalkozott a képeivel, Nagy Etelka galéria tulajdonos segítette munkáját. 2011 szeptemberében a Magyar Alkotóművészek Galériája választotta tagjai közé, valamint a Novákfalvi Művésztelep is tiszteletbeli tagjának választotta. Erről tanúskodik, hogy 2011-ben és 2012-ben több közös kiállításról található cikk, feljegyzés, videó is. Azonban ténylegesen nem vett részt ezen a művésztelepen 2016-ig bezárólag. 2016-ban R3 Galéria támogatott művésze volt.

### Halásztelki Művésztelep
A Halásztelki Művésztelep alapítója. 2011-ben felbolydult Halásztelek művészeti élete. A Halásztelki Hírmondóban megjelent cikkei által ismertté válnak kulturális tervei Halásztelken is. A megjelent cikkek hatására a helyi művészek sorra jelezték támogatásukat. Kezdeményezésük nyomán megalakul a Halásztelki Művészek közössége. Ebben az évben megalapítja a Halásztelki Művésztelepet. Az első években a Bocskai Református Oktatási Intézmény főigazgatója, Papp Kornél a helyi kollégiumban biztosított szállást a telepen résztvevőknek. A műhelymunka 2014-ig a Bocskai Házban folyt, majd 2014-től megszűnik ez a támogatás. Ekkor Halásztelek város vezetése a kezdeményezése mellé állt és városon belül másik helyszínre költözik a művészeti egyesület (pl. az időközben megalapított Halásztelek Galériába, illetve más, erre alkalmasnak vélt helyszínekre is).
A telephez hosszú évekig csatlakozott, és szoros kapcsolatot ápolt többek között a szintén Halásztelken élő Óváry Géza festőművésszel, valamint festőmesterével, Tóth Gábor realista festőművésszel. A telep kezdetek óta évente 20-30 alkotót fogadott be, melyre országos pályázat alapján lehetett bejutni. Átlagosan 6 napig tartó művészeti találkozón az alapító ingyenes ellátást biztosított a meghívott alkotók részére.
A Halásztelki Művésztelepen több száz alkotó megfordult, és ez biztosította számára az aktuális kortárs képzőművészet vérkeringésébe való bekapcsolódást. A telepen megfordult festők alkotásait, az egyesület kezelésébe adja, melyet Halásztelek városának a jövőben létrehozandó közgyűjteményébe szán.
A Halásztelki Művészekkel megalapítja és vezeti a Halásztelek Összművészeti és Kulturális Egyesületet. 2011-2017-ig elnöke a szervezetnek. Tagjai közt megtaláljuk (nem teljes a felsorolás) : Makay Sándor színművész, Ullmann Zsuzsanna színész-énekes, Makay Andrea színésznő, Rogán László koreográfus, Mészáros László zeneszerző - énekes, Kálmán Csilla festőművész, Óváry Géza festőművész.
Az egyesület a város kulturális életébe kívánt üde programokat bevonzani. 2011-től több sikeres akciót, programot tud maga mögött.
2013-ban a Halásztelek Galéria - egyik alapítója lett. A galériában a Halásztelki Művésztelepen készült alkotások, az egyesület tulajdonában lévő képek, valamint többnyire Oláh Kálmán amatőr festő alkotásai láthatóak. Minden évben a Halásztelki Művésztelep Záró kiállításainak ad otthont. A Halásztelek Galéria helyszínét az Ok-Gép vezetője, Oláh Kálmán gyártulajdonos biztosította, aki a képek hatására szintén festeni kezdett. Az alapokat elsajátítani, - a színeket, technikákat mesteri fokon használó - Hatvany Viktória segítségével kezdte meg.

### Különleges munkái: Templom freskó
2014-ben a halásztelki görögkatolikus egyház kereste meg, és bízta meg a templom falainak festésével. Prodán Gábor görögkatolikus atya kérésének eleget téve a templom boltívére szőlőtőkéket festett. A freskó a halásztelki görögkatolikus templomban megtekinthető.

## Kiállításai
2005-től folyamatosan kiállít. Első kiállítását Zuglóban rendezték, a zuglói alkotók csoportos kiállításán a Stefánia palotában. Ezt követően számos hazai és külföldi galériában is kiállított. Legfontosabb kiállítása a párizsi Louvre-ban volt 2016-ban, de ezt megelőzően Németországban, Svájcban, Japánban és számos budapesti galériában is bemutatta műveit.
2017. Hortobágyi Lovasnapok 51. - önálló kiállítás
2016. Párizs - Louvre - Carrousel du Louvre - Kortárs kiállítás és vásár
2016. R3 Galéria - Budapest
2015. Halásztelek Galéria - állandó kiállítás
2014. Halásztelek Galéria - állandó kiállítás
2013. Budapest - Randevú a Várban - Ferdinánd Galéria szervezésében.
2013. Halásztelek, Malonyai kastély - 2. Halásztelki Művésztelep - csoportos kiállítás
2012. Budapest Ferdinánd Galéria - Falk Miksa utca - csoportos kiállítás
2012. Budapest Kertész29 Galéria - csoportos kiállítás
2012. Szentendre V8 - csoportos kiállítás
2012. Hilton Hotel, Budapest - csoportos kiállítás
2011. Budapest Hélia Hotel - csoportos kiállítás
2011. Budapest XO Bistro - egyéni kiállítás.
2011. Kultur Bridge képzőművészeti pályázat 3. helyezés
2011. Budapest - VAM Design Center - csoportos kiállítás
2010. Ulm - Németország - Magyarok Szövetsége szervezésében csoportos kiállítás
2009. Tokyo - Y-Trip Art Gallery - "Hungarian Spirit" - csoportos kiállítás
2009. Budapest - VOLVO Galéria - önálló kiállítás
2007. Budapest - Vis Major Cafe Galéria - "A nő ezer arca" - önálló kiállítás
2006. Budapest - Vista Cafe Galéria - "Kiállítás Szabadon" - önálló kiállítás
2005. Budapest - Stefánia Palota - Zuglói képzőművészek tárlata - csoportos kiállítás

## Író, mentor, tanár: A varázslatos festőműhely
2015-ben megjelenik első gyerekeknek szóló mesefestő könyve A varázslatos festőműhely, melyben a festészet alapjairól, a festészet világáról mesél kislánya segítségével. A könyvet szerzői kiadásban, nyomtatott formában valamint e-bookban is megjelentette.
Tanárként, mentorként segíti tanítványait. Halásztelki nyitott festőműhelyében gyermek és felnőtt tehetséggondozást végez. Tanítványai között minden korosztály képviselve van.
Országos rajzversenyeket alapít, példaként említhető a "Fogadd el!" nap fogyatékkal élők érzékenyítő rajzpályázata.
Önkéntes munkát végez. 2008-tól szociális alapon időseknek szóló festőklubot vezet. Kezdetben Tökölön, majd Halásztelken folytatta ezt a tevékenységét. Számos közintézményt, iskolát, óvodát, bölcsődét, orvosi várótermet festett ki színes figuráival. 2016 év végén az orosházi városi kórház gyermekosztályát festette ki, munkájáról számos hírforrás is beszámolt. 2011 óta számos esetben adományokat gyűjt, kezdetben egyesületi keretekben, majd magánemberként, az összegyűjtött ruhát, játékot, könyvet személyesen teríti a legrászorultabb vidékeken.